# 西洲站
西洲站是广州地铁12号线的一个车站，亦是未来与13号线的换乘站，位于中国广东省广州市白云区规划槎神大道与广海路交叉路口南侧、原石井水泥厂附近。车站于2025年6月29日随12号线西段通车而启用。
本站12号线部分与附近的槎头车辆段接轨。

## 车站结构
西洲站为明挖地下三层车站，总建筑面积45,435.02㎡，全长246.4m，标准段宽为23.5m，车站中心底板埋深30.318m。

### 车站楼层
西洲站目前设有两层，地面为车站各出入口，周边为规划的槎神大道、潭溪路及邻近建筑；地下一层为站厅，地下二层为12号线站台。
| 地下一层 | 站厅                       | 售票機、客服中心、商店、警务室、安检设施 |  |  |
| 地下二层 | 2 站台                     | █12号线 潯峰崗方向（下站：浔峰岗北）     |  |  |
|          | 岛式站台（卫生间、母婴室） |                                          |  |  |
|          | 1 站台                     | █12号线 广州体育馆方向（下站：聚龙）     |  |  |
| 地下三层 |                            | 在建 █13号线                             |  |  |
|          | 在建岛式站台               |                                          |  |  |
|          |                            | 在建 █13号线                             |  |  |

### 站厅
西洲站站厅呈「T」字形布置，東西向部分為12号线，南北向部分為13號線，站厅整体采用12号线标准站统一装修风格的白色搭配青绿色玻璃幕墙装修。
为方便行人进出及换乘，西洲站12号线南侧、13号线北侧中央、南侧以西被划分为收费区，收费区内设有多组扶手电梯、楼梯及一台专用电梯连接各自线路的站台。因13号线二期尚未开通，现时站厅通往13号线的楼梯、扶梯及专用电梯均被封闭。
西洲站站厅設有自动售票機及智能客務中心，亦设有各类自助设施。靠近D出入口处的车站控制中心旁设有自動體外去顫器。

### 站台及换乘
西洲站12号线和在建的13号线各自设有一个島式月台。12号线站台位于潭溪路以南的支路的地底，13号线站台位于规划的槎神大道地底，两线站台大致呈「T」字型，其中12号线在上层，13号线在下层。
本站的卫生间和母婴室设于站台往聚龙方向的一端。
换乘方面，两线站台通过夹层的換乘平台，分别连接12號綫月台西端及13號綫月台中部，供乘客在两线间换乘。亦可通过站厅换乘。
本站12号线月台西侧設有往返槎头车辆段的出入段线，该出入段线之间亦设有一组交叉渡线。此外，本站东北侧设有12号线和13号线的联络线。

### 出入口

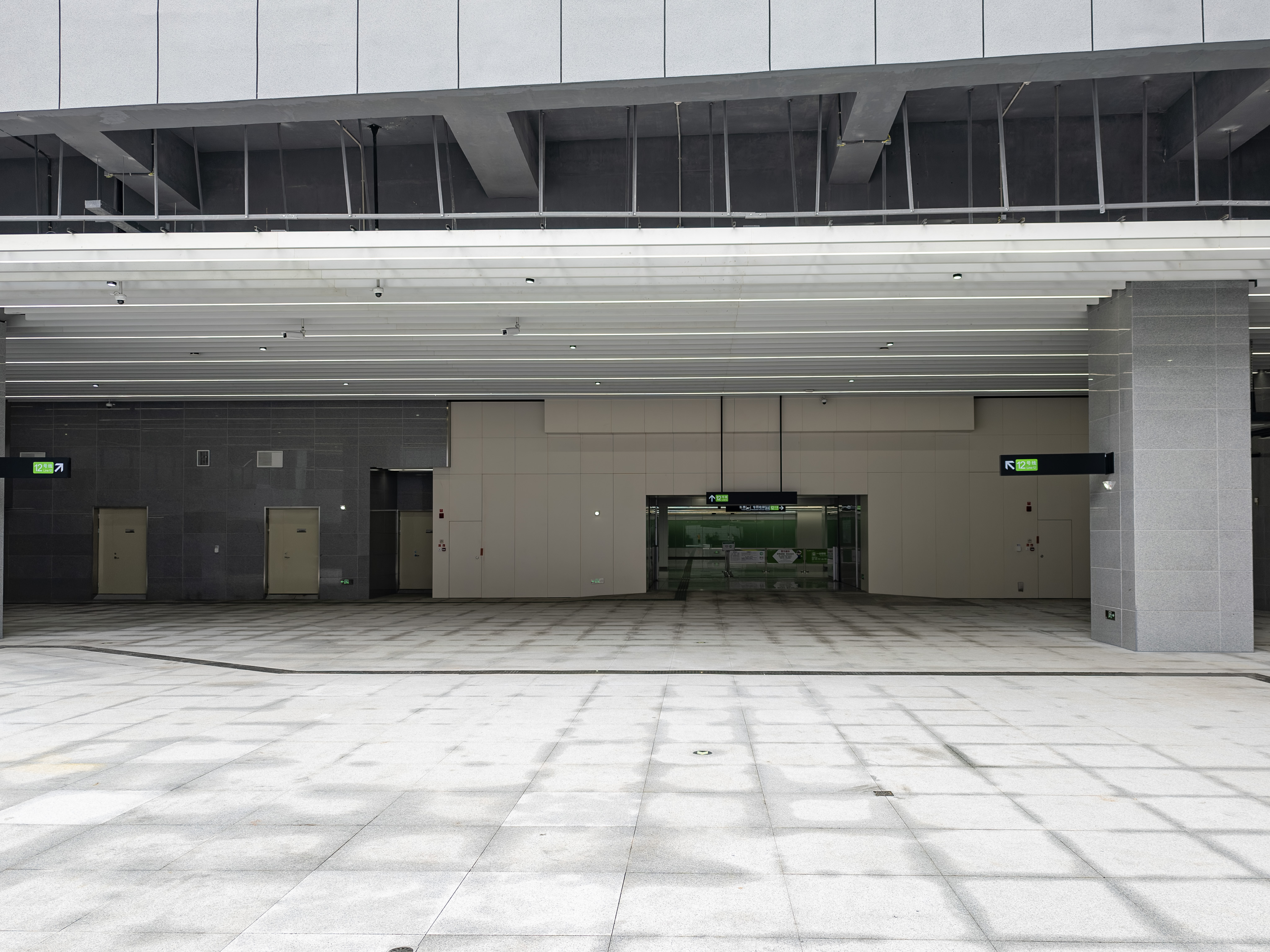
A口下沉平台

西洲站目前设有5个出入口供乘客进出。
|                                           |                                                       |      |          |                     |
| 编号                                      | 设施                                                  | 照片 | 出口指示 | 建议前往的目的地    |
| A1                                        | 盲道标志 · 无障碍通道标志 · 升降机标志 · 扶手电梯标志 |      | 广海路   | 潭溪路              |
| A2                                        | 扶手电梯标志                                          |      | 广海路   | 潭溪路              |
| B                                         | 扶手电梯标志                                          |      | 广海路   |                     |
| D                                         | 扶手电梯标志                                          |      | 庆槎路   | 潭溪路 公交：槎头站 |
| E                                         | 盲道标志 · 扶手电梯标志                               |      | 庆槎路   | 潭溪路              |
| 註： 設有 \| 設有 \| 設有 \| 設有扶手電梯 |                                                       |      |          |                     |

## 历史

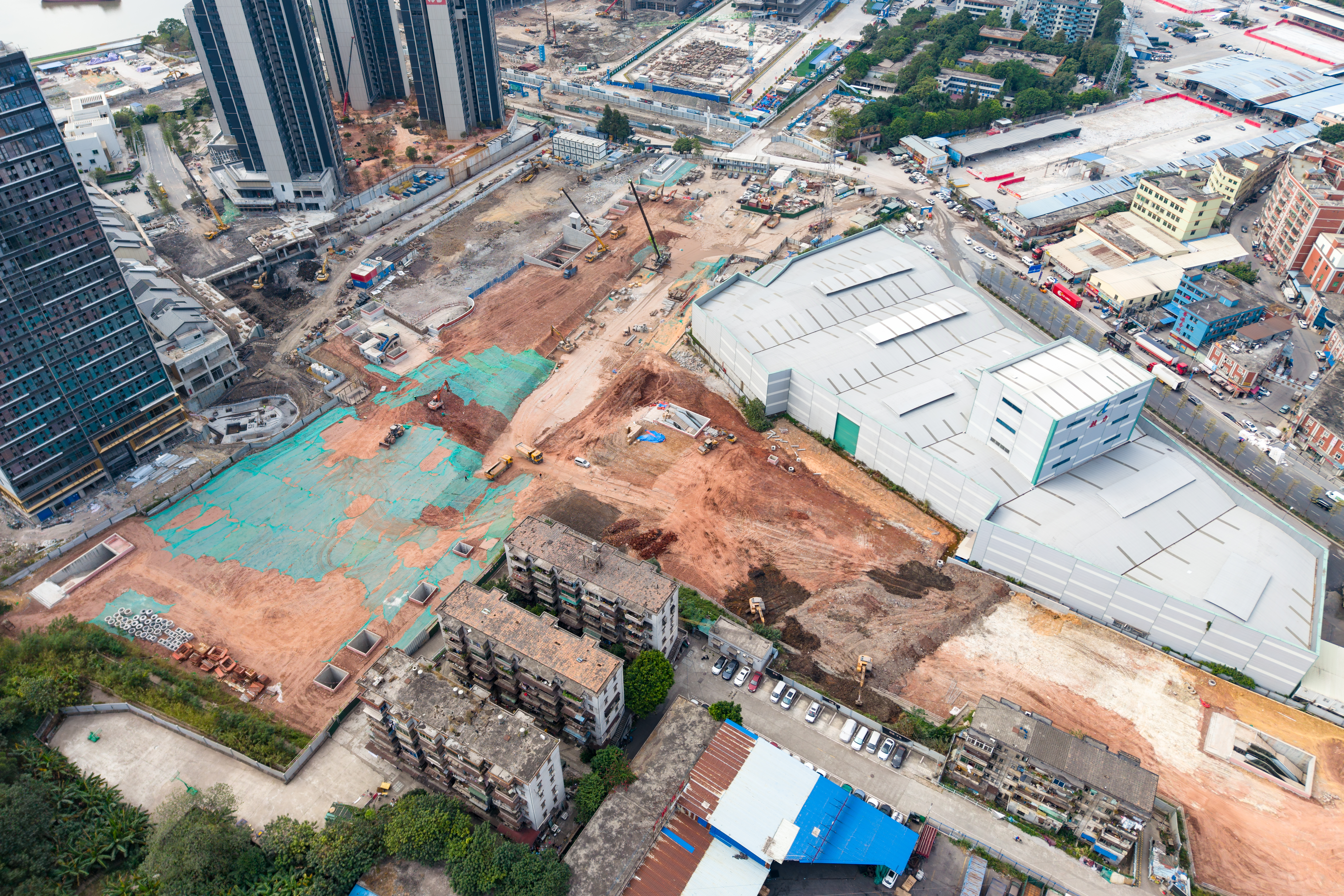
车站工地（2024年11月）

本站在规划和施工阶段，根据所在片区地名而使用槎头站名称。在落实为12、13号线换乘站后，本站纳入13号线二期工程范围建设。车站于2019年4月29日开工，11月30日开始主体施工，2025年3月6日完成“三权”移交。
2025年4月8日，12号线西段车站初定名称开始公示。因原槎头村已改为槎龙村且地理范围变化较大，本站拟以所在西洲社区命名为西洲站。有市民和专家认为建议使用更为人知的片区名“槎头”以保护老地名；但西洲社区认为车站与“槎头”关联性不高、谐音不雅，且“西洲”寓意更好。惟当局以指引性不强为由，未采纳“槎头”建议，本站于2025年5月定名为西洲站。
2025年6月29日，本站12号线部分启用。

## 未来发展
在建的13號線同样设有西洲站，待13號線二期開通，本站13号线站台及夹层换乘平台都将会启用。
另外，本站未来将开发上盖综合体，包含商业和住宅设施。规划中的佛山地铁6号线亦将设有本站，车站建设时已预留条件供未来佛山6号线扩建，实现站厅换乘。
未来车站结构
| 地下一层 | 站厅                       | 售票機、客服中心、商店、警务室、安检设施 |  |  |
| 地下二层 | 2 站台                     | █12号线 潯峰崗方向（下站：浔峰岗北）     |  |  |
|          | 岛式站台（卫生间、母婴室） |                                          |  |  |
|          | 1 站台                     | █12号线 大学城南方向（下站：聚龙）       |  |  |
|          | 13号线设备区               | 车站设备                                 |  |  |
|          | 换乘平台                   | 来往 █12号线、█13号线 两线站台           |  |  |
| 地下三层 | 4 站台                     | █13号线 朝阳方向（下站：凰岗）           |  |  |
|          | 岛式站台（卫生间、母婴室） |                                          |  |  |
|          | 3 站台                     | █13号线 新沙方向（下站：13号线西洲）     |  |  |